# Hermannus Colve
Hermannus Colve, Dienstbezeichnung magister consulum, war Bürgermeister der Stadt Brilon von 1258 bis 1259.
Im Siegener Urkundenbuch bezeugt der Magistrat von Brilon, dass Herman Colve als Zeuge bei einer Schenkung des Johan von Piscina bei einer Memorie über eine Schenkung des Johan von Piscina an das Kloster Bredelar. Es handelt sich um die Memorie des Vaters von Piscina, Ritter Gemünd. Die Güter tu Rösenbeck werden geschenkt.
Bei Stadtfehden stand der Bürgermeister der städtischen Streitmacht vor, auch hatte er das Recht zur Begnadigung von harten Verurteilungen durch das Stadtgericht bei Straftaten. Er konnte bei Todesstrafe begnadigen.